# 로무바 (사원)

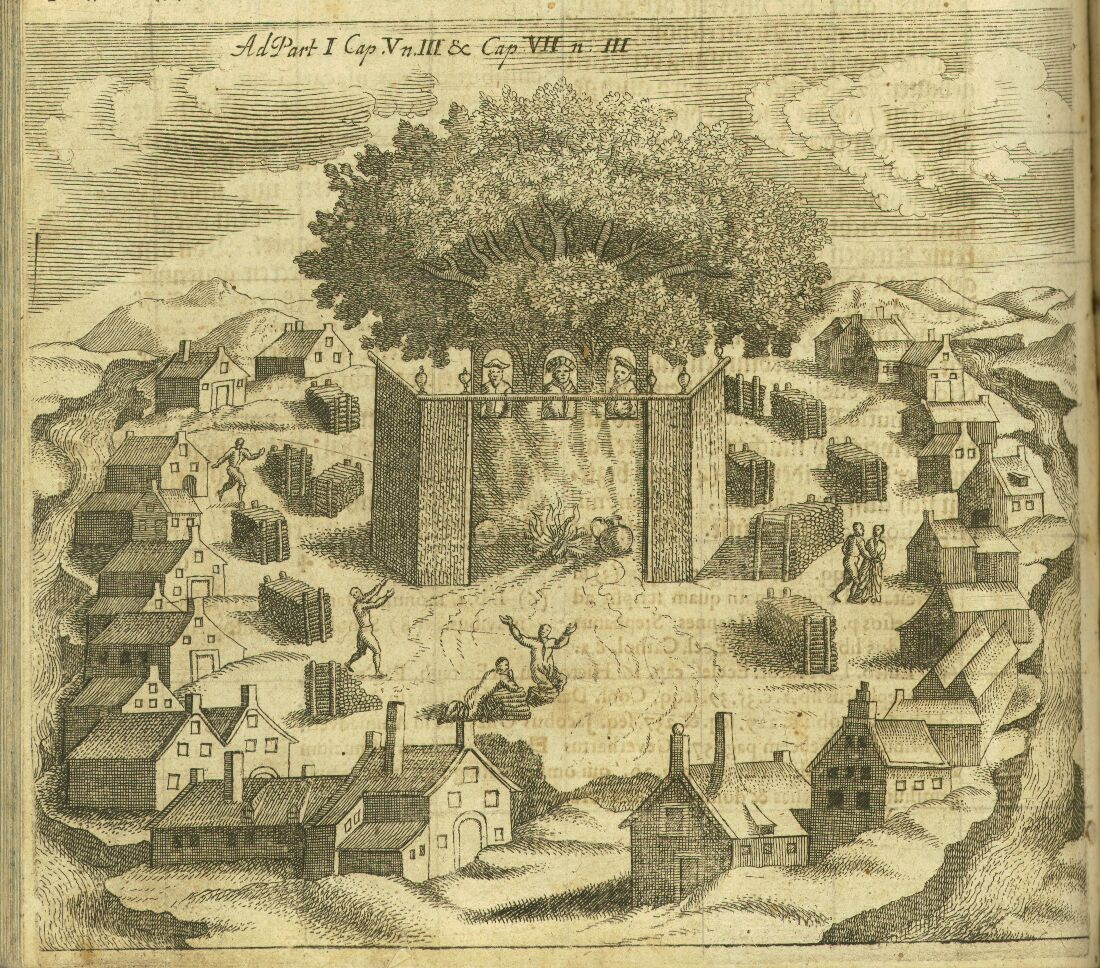
프로이센에 있는 로무바 보호 구역: 사이먼 그루나우의 16세기 사설을 기반으로한 묘사

로무바 또는 로무웨 (Romuva 또는 Romowe) (사이먼 그루나우의 책에서 Rickoyoto로 알려짐)는 고대 프로이센 지역 중 한 곳인 삼비아반도 서부의 이교도 숭배 장소 (사원 또는 신성한 지역)였다. 현대의 자료에서 사원은 1326년 피터 폰 두스 부르그 (Peter von Dusburg)에 의해 단 한 번 언급되었다. 그의 설명에 따르면, 크리에 (Kriwe) 대제사장 또는 로마 교황은 로무바 (Romuva)에서 살았으며 모든 발트 족의 종교를 다스렸다. 사이먼 그루나우에 따르면이 성전은 프로이센 신화의 중심이었다. 그러한 장소가 실제로 존재했는지에 대해 상당한 의문이 있지만 리투아니아의 신이교 운동 로무바는 성전에서 그 이름을 빌렸다.

## 같이 보기
- 리투아니아 신화
- 로무바 (종교)